# 매운맛

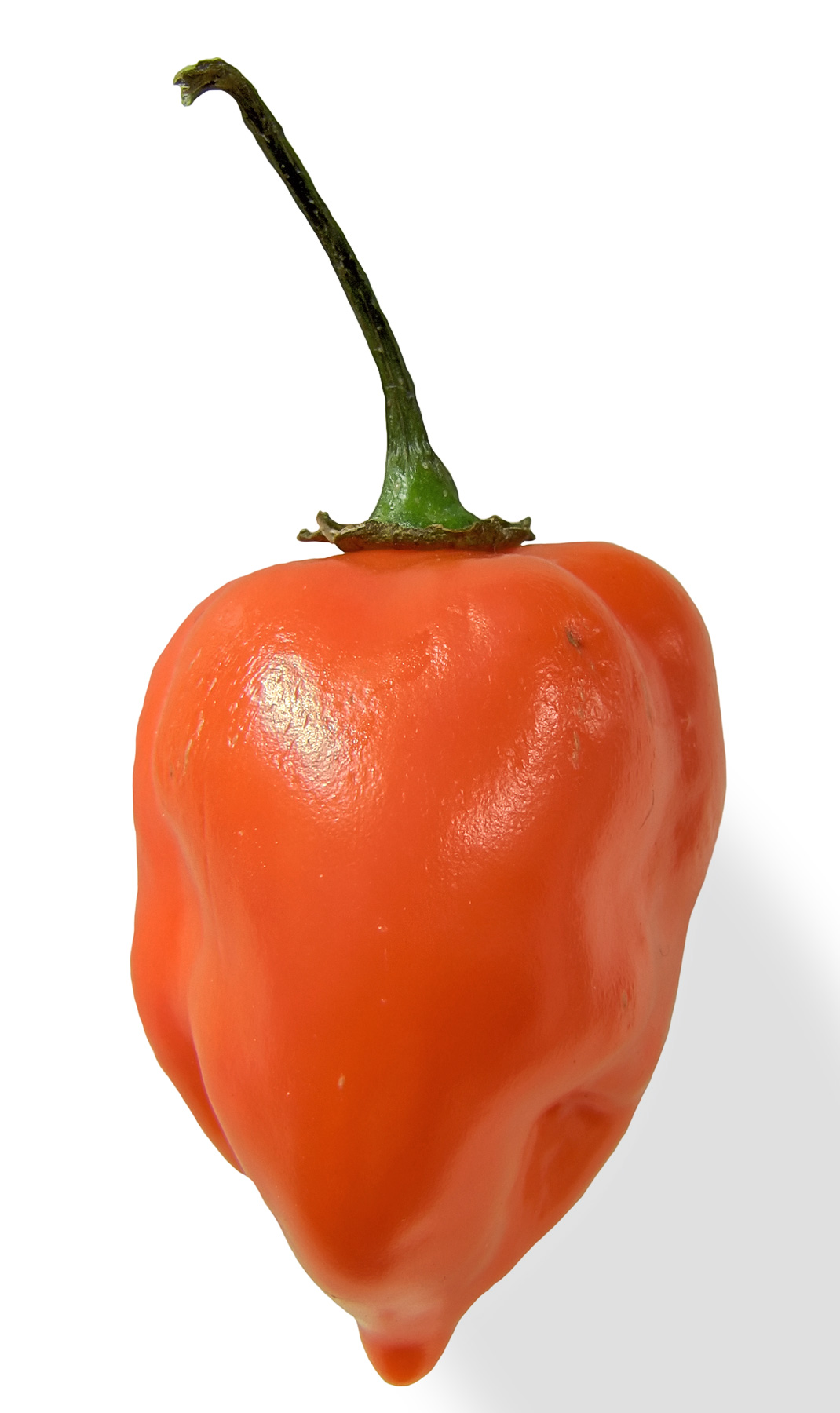

매운맛(spicy taste)은 맛을 분류하는 개념 중 하나이다. 한국어로는 고추 · 고추냉이 등으로 대표되는 자극적인 맛을 “매운맛”이라고 표현한다. 대체로 자극적이지만, 식욕을 증진시키고 신진 대사를 촉진하는 효과가 있고 혀에서 느껴지는 고통을 즐기기도 한다. 다양한 문화에서 요리에 이용되고 있으며, 특히 고추의 매운맛을 좋아 일상적으로 다량으로 사용하는 문화가 세계 각지에 보인다. 매운맛이 나는 대표적인 음식은 떡볶이, 라면, 김치 등이 있다.

## 같이 보기
- 단맛